# Castanopsis lanceifolia
Castanopsis lanceifolia ist eine in Südostasien vorkommende Baumart aus der Familie der Buchengewächse (Fagaceae).

## Merkmale
Castanopsis lanceifolia ist ein immergrüner, bis zu 20 Meter hoher Baum. Der Stammdurchmesser erreicht über 50 Zentimeter. 
Die gestielten Blätter sind ganzrandig. Sie sind leicht ledrig, kahl und spitz bis zugespitzt.
Die Fruchtbecher (Cupulae) sind anfangs mit dünnen, dachziegelartigen Schuppen besetzt. Die Fruchtbecher sind eiförmig oder leicht zusammengedrückt, sie schließen die einzige, kleine Nuss vollständig ein mit Ausnahme des endständigen „Umbo“. Die Haut ist später mit vier bis fünf gewellten Linien besetzt.
Blütezeit ist von Januar bis September, die Fruchtreife erfolgt von März bis August.

## Verbreitung und Standorte
Die Art kommt in Thailand, Indien (Himalaya), Bhutan und Myanmar vor. Sie wächst in immergrünem Tieflandregenwald und in tieferen Bergwäldern in Seehöhen von 10 bis 800 Metern.

## Belege
- Castanopsis lanceifolia in der Flora of Thailand.
- Chamlong Phengklai: A synoptic account of the Fagaceae of Thailand. In: Thai Forest Bulletin. 2006, Band 34, S. 53–175.